# Britta E. Buhlmann
Britta Erika Buhlmann (geboren am 8. Mai 1956) ist eine Kunsthistorikerin. Sie leitete seit 1994 als Direktorin das Museum Pfalzgalerie Kaiserslautern. Im März 2022 wurde sie in den Ruhestand verabschiedet.

## Leben
Nach der schulischen Ausbildung studierte Buhlmann Kunstgeschichte, Klassische Archäologie und Evangelische Theologie zunächst ab 1975 an der Johann Wolfgang Goethe-Universität in Frankfurt am Main, danach 1976–1977 an der Universität Zürich und ab 1977 an der Rheinischen Friedrich-Wilhelms-Universität Bonn. 1983 schloss sie das Studium mit einer Promotion ab.
Nachdem Buhlmann bereits während des Studiums für das Kunsthistorische Institut der Universität Bonn und das Rheinische Landesmuseum Bonn gearbeitet hatte, folgten danach Tätigkeiten für das Hessische Landesmuseum Darmstadt und die Kunstmuseen Krefeld. 1988 übernahm Buhlmann als Direktorin die Leitung der Städtischen Galerie in Würzburg. Von 1994 bis 2022 leitete sie das Museum Pfalzgalerie Kaiserslautern. Buhlmann war Lehrbeauftragte an den Universitäten in Würzburg, Saarbrücken, und Heidelberg. Sie hat verschiedene Ausstellungen kuratiert und an zahlreichen Publikationen mitgewirkt.

## Veröffentlichungen (Auswahl)
- Britta E. Buhlmann: Renée Sintenis, Werkmonographie der Skulpturen. Wissenschaftliche Buchgesellschaft Darmstadt 1987, ISBN 3-534-03074-5
- Magdalena M. Moeller, Britta E. Buhlmann: Karl Schmidt-Rottluff, Aquarelle. Hatje, Stuttgart 1991, ISBN 3-7757-0336-5.
- Britta E. Buhlmann, Erich Schneider: Herman de Vries; meine Poesie ist die Welt; aus der Heimat; von den Pflanzen. Städtische Sammlungen Schweinfurt 1993.
- Daniela Christmann, Britta E. Buhlmann (Hrsg.): Es kommt eine neue Zeit! Kunst und Architektur der zwanziger Jahre in der Pfalz. Pfalzgalerie, Kaiserslautern 1999, ISBN 3-89422-102-X.
- Britta E. Buhlmann: Liga!: Eric Carstensen, Stefan Demary, Bernhard Härtter, Pfalzgalerie Kaiserslautern, Kehrer Verlag, 1999.
- Svenja Kriebel, Britta E. Buhlmann: Dreidimensionale Werke im Besitz der Pfalzgalerie Kaiserslautern; Bestandskatalog Skulpturen, Plastiken und Objekte des 19. und 20. Jahrhunderts. Museum Pfalzgalerie Kaiserslautern 2000, ISBN 3-89422-112-7.
- Britta E. Buhlmann: Abstrakter Expressionismus in Amerika; Lee Krasner, Hedda Sterne, Elaine de Kooning, Joan Mitchell, Helen Frankenthaler. Museum Pfalzgalerie Kaiserslautern 2001; ISBN 3-89422-114-3.
- Britta E. Buhlmann, Tobias Haupt: Hermann Scherer: Das kleine Mädchen, 1924/25. Kulturstiftung der Länder, Berlin 2004.
- Britta E. Buhlmann, Annette Reich: Acquaviva Picena – Papierarbeiten, primavera, estate, autumno. Pfalzgalerie Kaiserslautern 2005, ISBN 3-89422-131-3.
- Britta E. Buhlmann (Hrsg.), Peter Rösel: Von fernen Örtern, der sie zu erreichen suchte, sich gänzlich ohne Nutzen wieder fand. Pfalzgalerie Kaiserslautern 2007 ISBN 3-89422-148-8.
- Britta E. Buhlmann, Rik Reinking, Lucien Kayser, Annette Reich: Norbert Frensch. Malerei – Schwarz und Grau. Museum Pfalzgalerie Kaiserslautern 2007, ISBN 978-3-939 583-34-9.
- Britta E. Buhlmann, Boris Becker: Claims and constructions. Pfalzgalerie Kaiserslautern 2000, ISBN 3-89422-107-0.
- Britta E. Buhlmann: Hans Hofmann – Magnum Opus. Hatje Cantz, Ostfildern 2013, ISBN 978-3-7757-3535-3.
- Britta E. Buhlmann, Heinz Höfchen: Ernst Ludwig Kirchner: Linie und Leidenschaft; Handzeichnungen, Holzschnitte. Museum Pfalzgalerie Kaiserslautern 2014, ISBN 978-3-89422-191-1.
- Britta E. Buhlmann: Pierrette Bloch: Punkt, Linie, Poesie. Museum Pfalzgalerie Kaiserslautern, Kaiserslautern 2014, ISBN 978-3-89422-190-4.
- Vera Frenger, Svenja Kriebel, Britta E. Buhlmann (Hrsg.): Ohne Schlüssel und Schloss; Chancen und Risiken von Big Data. Museum Pfalzgalerie Kaiserslautern 2018, ISBN 978-3-947563-12-8.
- Britta E. Buhlmann (Hrsg.), Annette Reich (Hrsg.): Hofmanns Wege; frühe Zeichnungen 1898–1937. Museum Pfalzgalerie Kaiserslautern 2018, ISBN 978-3-89422-215-4.
- Britta E. Buhlmann (Hrsg.), Annette Reich (Hrsg.): Eva Jospin, Wald(t)räume. Edition Cantz, Esslingen 2019, ISBN 978-3-89422-224-6.